# Educação na França
A educação na França é pública e laica da Maternelle ao Lycée. A escolaridade é obrigatória dos 6 aos 16 anos e o sistema de educação é centralizado e controlado pelo ministério da educação francês, cujo orçamento é o mais alto de todos os ministérios.
O sistema educacional da França é subdividido em cinco diferentes níveis:
1. École Maternelle (pré-escola, de 2 a 5 anos); Petite, Moyenne et Grande Section
2. École Primaire ou Élementaire (5 primeiros anos do ensino fundamental, de 6 a 10 anos); CP, CE1, CE2, CM1 e CM2
3. Collège (4 últimos anos do ensino fundamental, entre 11 e 14 anos); 6ème, 5ème, 4ème et 3ème.
4. Lycée (Ensino médio, entre 15 e 17 anos, podendo se estender até os 18 anos); Seconde, Première et Terminale. Em seguida vem os exames nacionais: o BAC (Baccalauréat), BEP (Le Brevet) ou então o CAP (Le certificat d'aptitude professionnelle). Também existe a possibilidade fazer uma formação técnica passando os exames: BTS (Le brevet de technicien supérieur), CPGE (les classes préparatoires aux grandes écoles) e as classes preparatórias do DCG ( le diplôme de comptabilité et de gestion), na grande maioria das vezes essas opções passam pelo Lycée.
5. Université (Universidade).

As férias de verão, as mais longas do ano, acontecem de julho a agosto para os estudantes do (Lycée), e de julho a setembro para os universitários. As férias de Natal duram aproximadamente 15 dias. Há outras férias curtas ou feriados cujas datas variam dependendo na zona em que a escola se encontra (Zona A, B e C). Existem três zonas de feriados e férias, e as datas variam a cada ano. Normalmente são aproximadamente15 dias em setembro/outubro (vacances de la Toussaint), 15 em dezembro/janeiro (vacance deNoël), aproximadamente 15 dias em fevereiro/março (vacances d'hiver), aproximadamente 15 dias em abril/maio (vacances de printemps ou Pâques). Sendo assim, a cada 2 meses aproximadamente os alunos tem pequenas férias no decorrer do ano. 
O sistema educativo francês passou por várias evoluções através da história, a educação teve sujeita a desafios políticos, ideológicos e económicos, que contribuem para a sua história. Estas evoluções não foram contínuas, mas a evolução da educação é marcada pelo acesso cada vez mais largo ao ensino, desde o antigo regime até aos nossos dias, por considerações económicas, sociais e por debates sobre a liberdade de ensino e a laicidade.